# Гидрогеохимия
Гидрогеохимия (от др.-греч. ὕδωρ «вода» + геохимия) — область научного знания, возникшая на стыке геохимии, гидрохимии и гидрогеологии. Изучает химический состав гидросферы и протекающие в ней геохимические процессы: формирование химического состава подземных вод и закономерности миграции в них химических элементов. Основатель науки — российский учёный В. И. Вернадский.
разделы:
- общая гидрогеохимия (особенности состава и строения подземных вод, миграция химических элементов в подземных водах);
- генетическая гидрогеохимия (формирование состава различных генетических разновидностей подземных вод);
- историческая гидрогеохимия (эволюция водной миграции элементов и роли воды в геологической истории, палеогидрогеохимия);
- региональная гидрогеохимия (пространственные закономерности водной миграции элементов и формирование состава подземной гидросферы, гидрогеохимическая зональность);
- прикладная гидрогеохимия, в том числе Нефтегазовая гидрогеология (поиски и разработка методом выщелачивания месторождений полезных ископаемых, охрана подземной гидросферы, промышленные воды, мелиорация и т. д.);
- экологическая гидрогеохимия и охрана подземной гидросферы[1].

## История
Истоки гидрогеохимического знания уходят в глубокую древность. Первые известные работы, содержащие такие сведения — у Аристотеля и Плиния Старшего.
Отдельные теоретические положения в будущей гидрогеохимии заложили работы А. Аль-Бируни, Г. Агриколы, Р. Бойля, М.В. Ломоносова, А.Де Лавуазье, Ж. Ламарка, В.М. Севергина, Ж. Эли де Бомона, Э. Зюсса, Д.И. Менделеева, Ф. Кларка.
Используя накопленный гидрогеохимический материал В. И. Вернадский в работе «История природных вод» (1933—1936) обобщил его с геохимических позиций, доказав особое положение природных вод в геологической истории Земли, возникновении и развитии жизни. Тем самым были заложены науки гидрогеохимии.